# Sund (Illes Fèroe)
Sund és un poble situat bora la costa est de l'illa de Streymoy, a les illes Fèroe. Forma part del municipi de Tórshavn, capital de l'arxipèlag. L'1 de gener de 2021 tenia un habitant.
El seu nom significa "estret" en feroès, i fa referència al Sundini, l'estret que separa les illes de Streymoy i d'Eysturoy. Sund està situat a la costa sud del fiord anomenat Kaldbaksfjørður, entre els pobles de Kaldbaksbotnur (a l'est) i Hvítanes (a l'est).
Sund apareix per primer cop a la documentació el 1584. El seu poblament consisteix únicament en una granja i no sembla que mai hi hagin viscut més de 20 persones. Malgrat la manca de població, a Sund hi ha una central hidroelèctrica que alimenta d'energia a Tórshavn. També hi ha un port d'importància que pot rebre vaixells de gran calat, construït amb l'objectiu de servir de port alternatiu al de Tòrshavn. Malgrat tot aquest port no ha tingut la sortida comercial esperada i ara l'utilitzen les petites embarcacions de les poblacions veïnes que es dediquen a la piscicultura.